# Демине
Демине — річка в Росії й Україні, у Вейделєвському й Троїцькому районах відповідно Бєлгородської й Луганської областей. Права притока Уразової (басейн Дону).

## Опис
Довжина річки 25 км, похил річки — 1,1 м/км, найкоротша відстань між витоком і гирлом — 17,43 км, коефіцієнт звивистості річки — 1,44. Площа басейну водозбору 293 км².

## Розташування
Бере початок на південно-західній стороні від села Вікторополь Вейделєвського району. Спочатку тече переважно на північний захід, потім на південний захід через Сиротине та Демино-Олександрівку. Впадає у річку Уразову, ліву притоку Осколу. На річці створено 2 загати.
У селі Демино-Олександрівка річку перетинають автошляхи Т 1312Р66.